# Darżynko
Darżynko est une localité polonaise de la gmina rurale de Potęgowo située dans le powiat de Słupsk en voïvodie de Poméranie. Elle se trouve à environ 30 km à l'est de Słupsk et 76 km à l'ouest de la capitale régionale Gdańsk.

## Géographie

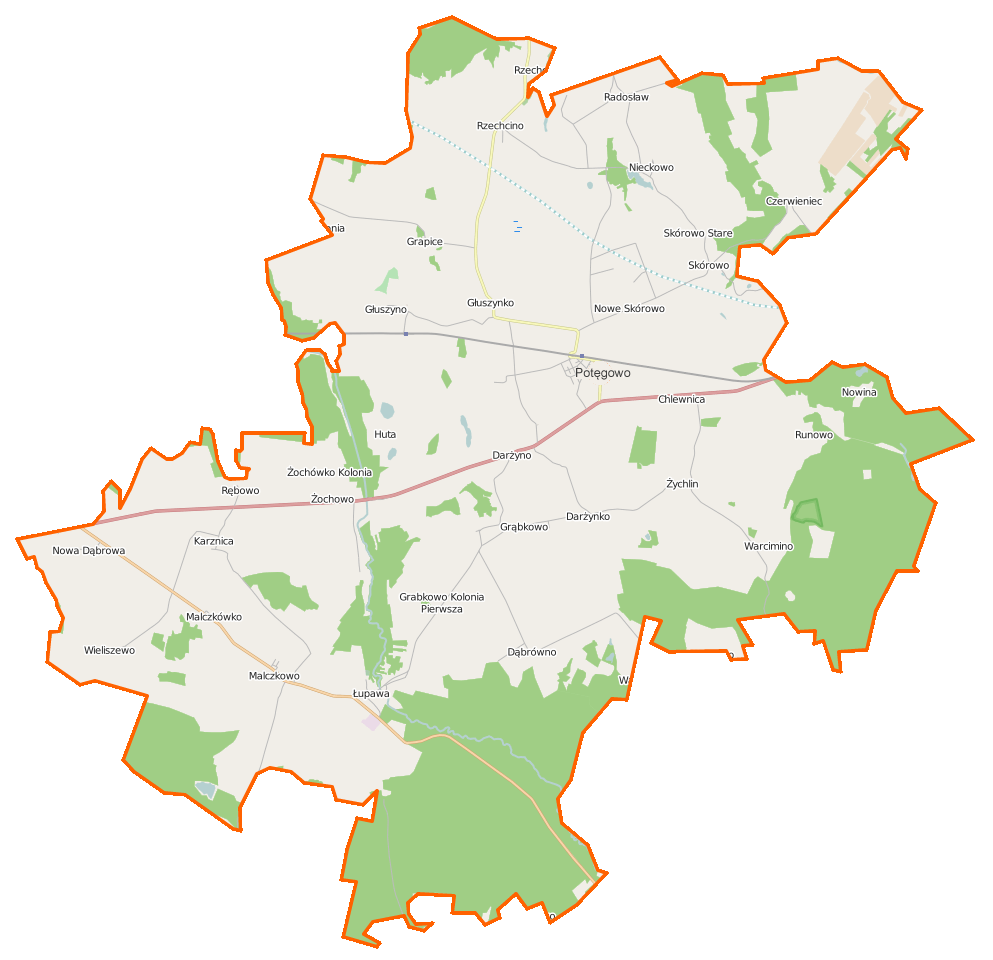
Carte de la gmina de Potęgowo.